# Ильин, Пётр Сысоевич
Пётр Сысо́евич Ильи́н (1901, Санкт-Петербург — 1976, Киев) — советский военачальник танковых войск, в годы Великой Отечественной войны командир 20-й мотострелковой бригады (май 1942 — сентябрь 1944). Генерал-майор (15.12.1943).

## Биография
Родился в г. Санкт-Петербурге в семье рабочего.
В ноябре 1917 года вступил в красногвардейский отряд табачной фабрики.
С 8 января 1918 года красногвардеец в 8-й батарее 1-й артиллерийской бригады, с июня 1918 красноармеец во 2-й кавалерийском полку. Активный участник гражданской войны. Воевал на Южном фронте в 1-м кавалерийском эскадроне. С мая 1920 политрук эскадрона в 1-м кавалерийском полку 40-й кавалерийской дивизии, с июля 1920 политрук эскадрона в 1-м кавалерийском полку 20-й кавалерийской дивизии, с августа 1920 политрук эскадрона в 5-м Заамурском кавалерийском полку. Воевал на Южном фронте против войск генералов П. Н. Краснова, А. И. Деникина, П. Н. Врангеля. С февраля 1921 политрук во 2-м запасном кавалерийском полку. Член РКП(б) с 1920 года.
Окончил Борисоглебско-Ленинградскую кавалерийскую школу в 1925 году. Затем служил командиром взвода в 19-м Манычском кавалерийском полку (с августа), с декабря 1925 — командир взвода в Объединённой военной школе (Оренбург), с октября 1926 — командир взвода в отдельном кавалерийском эскадроне и врид командира эскадрона в 31-й стрелковой дивизии. С ноября 1929 — командир и политрук эскадрона 45-го кавалерийского полка (Орск). С апреля 1931 года начальник клуба 43-го кавалерийского полка (Сталинград). С июня 1931 — ответственный секретарь партбюро 44-го кавалерийского полка. С ноября 1931 — старший инструктор пропаганды политотдела 81-й стрелковой дивизии (г. Челябинск).
В 1936 году окончил Военно-политическую академию имени Ленина в Ленинграде. С августа 1936 — военком 109-го кавалерийского полка (Каменец-Подольский). 
С декабря 1937 — военком 2-го кавалерийского корпуса (Шепетовка). С мая 1938 — военком обозно-вещевого отдела штаба Киевского особого военного округа. 
С декабря 1940 года — заместитель командира 15-й моторизованной бригады, а с марта 1941 — военком 215-й моторизованной дивизии.

### Великая Отечественная война
Начальный период
Во время Великой Отечественной войны воевал на Юго-Западном, Сталинградском, Центральном, 1 и 2 Украинских фронтах.
Войну встретил в звании полковой комиссар в 6-й армии. В последних числах июня 1941 года назначен исполнять должность комиссара 159-й стрелковой дивизии этой армии, вскоре стал комиссаром 8-го стрелкового корпуса. С 25 июня 1941 года — начальник политотдела 99-й стрелковой дивизии Юго-Западного фронта. С 6 августа с частями 6-й и 12-й армий попал в Уманский котёл, откуда в группе 100-150 человек пробивался на Новоархангельск. Но 8 августа группа была разбита, а П. С. Ильин попал в плен. Скрыл своё комиссарское звание и при переводе в Умань через два дня бежал. Почти два месяца шёл в одиночку по немецким тылам и 6 октября 1941 года вышел в расположение частей 217-й стрелковой дивизии. Прошёл спецпроверку и зачислен в резерв политсостава в Воронеже.
С декабря 1941 года был командиром 31-го гвардейского кавалерийского полка 6-й гвардейской кавалерийской дивизии. Участвовал в Елецкой и Барвенково-Лозовской наступательных операциях. С апреля 1942 года исполнял должность заместителя командира по строевой части 6-й гвардейской кавалерийской дивизии, участвовал в Харьковском сражении, окончившимся катастрофой РККА.
Сталинградская битва
С 3 августа 1942 до сентября 1944 года командовал 20-й мотострелковой бригадой 25-го танкового корпуса. Всю вторую половину августа 1942 года бригада совместно с некоторыми другими частями обороняла город Калач-на-Дону. По другим данным, 11 августа бригада попала в окружение на западном берегу Дона вместе с множеством других частей и подразделений 62-й армии РККА (т.н. «Котёл у Калача» нем. Kesselschlacht bei Kalatsch).
Дальнейшая служба
Затем участвовал во главе 20-й мотострелковой бригады в Среднедонской, Миллерово-Ворошиловградской, Орловской, Донбасской наступательных, Киевской оборонительной, Днепровско-Карпатской, Житомирско-Бердичевской, Ровно-Луцкой, Проскуровско-Черновицкой и Львовско-Сандомирской наступательных операциях. Под его командованием бригада заслужила несколько наград: почётное наименование «Новоград-Волынская» (3.01.1944) и орден Красного Знамени (10.08.1944).
В сентябре 1944 года был отозван с фронта и направлен на учёбу. В мае 1945 года окончил Академические КУОС при Военной академии бронетанковых и механизированных войск РККА им. И. В. Сталина. С мая 1945 года служил командующим бронетанковыми и механизированными войсками 7-й гвардейской армии (входила в состав 2-го Украинского фронта, с июня 1945 — Центральной группы войск, с июня 1946 — Закавказского военного округа). С сентября 1946 года в отставке по болезни.
С 1946 года жил в Киеве. Умер в 1976 году. Похоронен в городе Новограде-Волынском Житомирской области на центральном кладбище.

## Награды и почётные звания
- Орден Ленина (21.02.1945)[1]
- Четыре ордена Красного Знамени (20.06.1943, 23.09.1943, 03.01.1944, 03.11.1944)[1]
- Два ордена Красной Звезды (16.08.1942, 28.10.1967)[1]
- Медаль «За оборону Сталинграда»[1]
- ряд других медалей СССР
- Почётный гражданин городов Новоград-Волынский и Калач-на-Дону

### Комментарии
1. ↑  На рассвете 7 Августа, XIV танковый корпус и 24-й армейский корпус при поддержке авиации прорвали советскую линию фронта в районе Калача с севера и юга. С северо-востока и юго-запад от реки Дон, XIV и XXIV танковые корпуса нанесли удар по советскому плацдарму у Калача. К концу дня к юго-западу от Калача были окружены восемь стрелковых дивизий РККА[5]. Подошешие части 51-го армейского корпуса начали планомерное уничтожение окруженных советских войск. К 11 августа были подавлены последние очаги сопротивления[6].

## Сочинения
- Ильин П. С. Героический рейд 20-й. — Волгоград: Нижне-Волжское книжное издательство, 1976.
- Ильин П. С. Бой за Калач-на-Дону. // Военно-исторический журнал. — 1961. — № 10. — С.70-81.